# Hrabstwo Kitsap
Hrabstwo Kitsap (ang. Kitsap County) – hrabstwo w stanie Waszyngton w Stanach Zjednoczonych. Hrabstwo zajmuje powierzchnię całkowitą 565,98 mil² (1465,88 km²). Według szacunków United States Census Bureau w roku 2009 miało 240 862 mieszkańców. Jego siedzibą jest Port Orchard.
Hrabstwo powstało 16 stycznia 1857 r. z obszarów hrabstw King i Jefferson. Jego nazwa pochodzi od imienia wodza Kitsap plemienia Suquamish.

## Miasta
- Bainbridge Island
- Bremerton
- Port Orchard
- Poulsbo

## CDP
- Bangor Base
- Bethel
- Burley
- Chico
- East Port Orchard
- Enetai
- Erlands Point-Kitsap Lake
- Gorst
- Hansville
- Indianola
- Keyport
- Kingston
- Lofall
- Manchester
- Navy Yard City
- Parkwood
- Port Gamble
- Rocky Point
- Seabeck
- Silverdale
- Southworth
- Suquamish
- Tracyton